# Municipio de Kočani
El municipio de Kočani (en idioma macedonio: Општина Кочани) es uno de los ochenta y cuatro municipios en los que se subdivide administrativamente Macedonia del Norte.

## Geografía
Este municipio se encuentra localizado en el territorio que abarca la región estadística del este.

## Población
La población de esta división administrativa se encuentra compuesta por un total de 38.092 personas (según las cifras que arrojaron el censo llevado a cabo en el año 2002). La superficie de este municipio abarca una extensión de territorio de unos 360,36 kilómetros cuadrados. Mientras que su densidad poblacional es de unos 106 habitantes por cada kilómetro cuadrado.